# Microparaparchites
Microparaparchites is een geslacht van uitgestorven kreeftachtigen uit de klasse van de Ostracoda (mosselkreeftjes).

## Soorten
- Microparaparchites cuneatus (Warthin, 1930) Cooper, 1946 †
- Microparaparchites elongatus Cooper, 1946 †
- Microparaparchites erectus Cooper, 1941 †
- Microparaparchites inornatus Croneis & Bristol, 1939 †
- Microparaparchites latidorsatus (Warthin, 1930) Cooper, 1946 †
- Microparaparchites ottervillicus (Bradfield, 1935) Cooper, 1946 †
- Microparaparchites ovatus Cooper, 1946 †
- Microparaparchites palopintoensis (Coryell & Sample, 1932) Cooper, 1946 †
- Microparaparchites quadratus Cooper, 1946 †
- Microparaparchites reductospinosus Sohn, 1983 †
- Microparaparchites spinosus Croneis & Gale, 1939 †
- Microparaparchites wapanuckaensis (Harlton, 1928) Cooper, 1946 †